# Aloe patersonii
Aloe patersonii là một loài thực vật có hoa trong họ Măng tây. Loài này được B.Mathew mô tả khoa học đầu tiên năm 1978.